# Temple Run 2
Temple Run 2 (с англ. — «Побег из храма 2») — платформенная игра на платформы iOS, Android, а также Windows Phone, симулятор бесконечного бега. Эта игра является продолжением серии Temple Run. Temple Run 2 была выпущена 17 января 2013 года в App Store на платформу iOS. Версия для Windows Phone вышла 20 декабря 2013 года.

## Игровой процесс
Геймплей Temple Run 2 почти повторяет геймплей прошлой части серии, за исключением добавления в игру новых препятствий, предметов и т. д. Игра начинается каждый раз в новой самогенерирующейся локации, с архитектурой, внешне напоминающей храмы южноамериканских культур. Постепенно по мере прохождения какого-нибудь уровня растёт скорость бега. В игре также появились новые бонусы. Игроки теперь могут воскресить своего героя после его смерти на каком-либо месте уровня зелёными кристаллами, которые попадаются по пути или могут быть куплены в интернете. Три обезьяны из Temple Run были заменены на одну большую, названную Cuchanck и ставшую антагонистом игры.

## Разработка и выпуск
Согласно словам разработчиков компании Imangi Studios, игра Temple Run 2 разрабатывалась с марта 2012 года. Также они заявили, что собираются сделать её аналогичной прошлой игре, но с добавлением некоторых нововведений. Imangi Studios неожиданно заявили 16 января 2013 года, что выпустили Temple Run 2 и через несколько часов её загрузили в новозеландский App Store, а на следующий день релизовали её в международную сеть. За первые 4 дня новая версия популярной игры была загружена более 20 млн раз. Версия для Android появилась 24 января 2013 года. На 1 февраля 2013 года игра была скачана более 50 млн раз и стала возглавлять чарт приложений для iPhone в 127 странах мира. 20 декабря 2013 года игра Temple Run 2 появилась в магазине Windows Phone.

## Критика
| Сводный рейтинг       | Сводный рейтинг |
| Агрегатор             | Оценка          |
| --------------------- | --------------- |
| GameRankings          | 79,93 %         |
| Русскоязычные издания |                 |
| Издание               | Оценка          |
| «Страна игр»          | 8,0 / 10        |